# برچسب گواهی

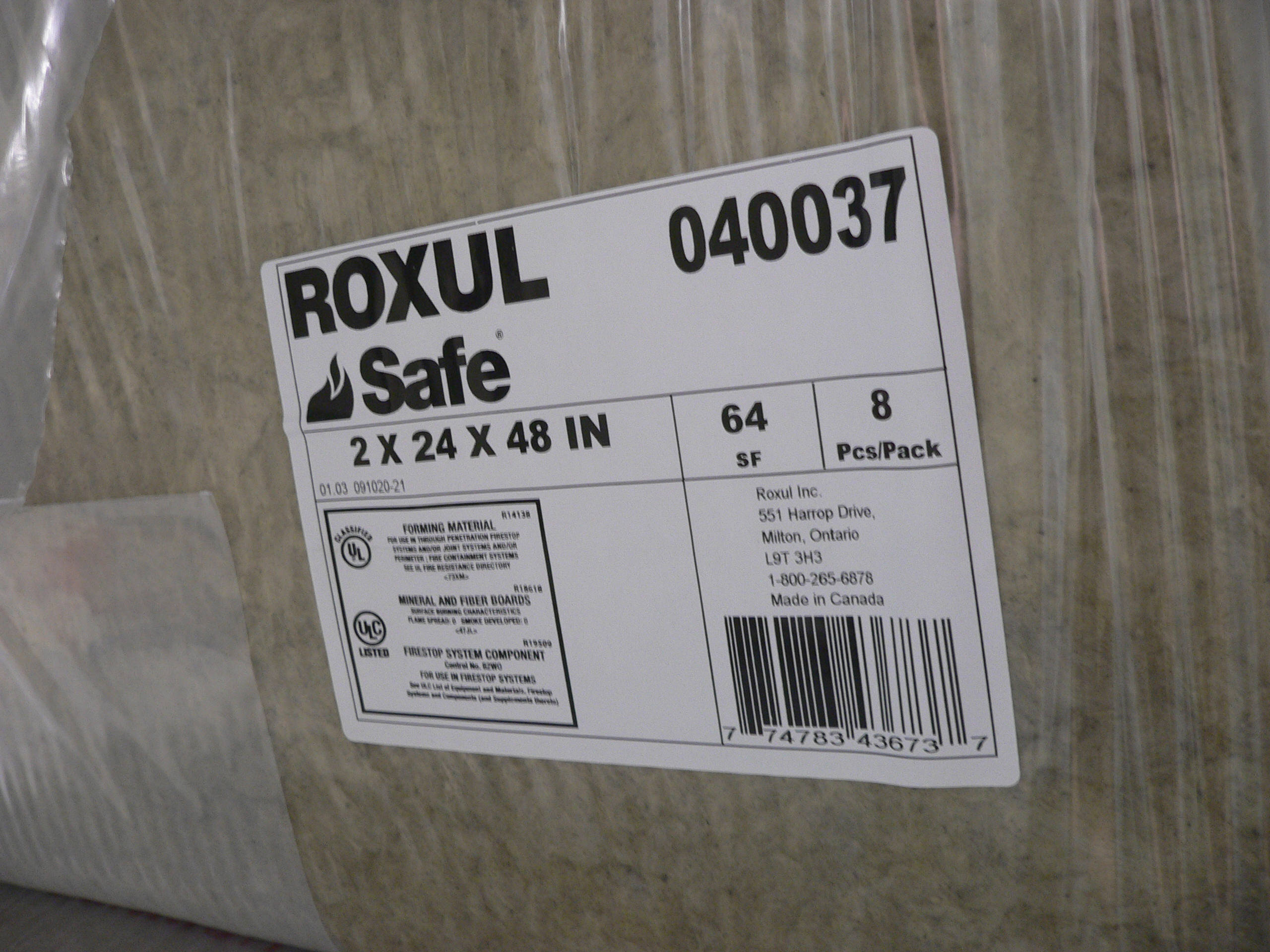
برچسب گواهی کانادایی روی کیسه پشم سنگ

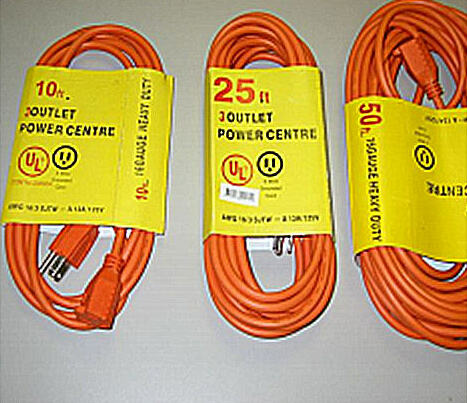
سیم‌های برق تقلبی با برچسب گواهی تقلبی UL

برچسب گواهی یا نماد گواهی (به انگلیسی: Certification mark) روی یک محصول یا خدمات تجاری، نماد ثبت‌شده‌ای است که مالک آن (" سازمان صدور گواهینامه ") می‌تواند تأیید کند که کالاها یا خدمات یک ارائه‌دهنده خاص (که مالک برچسب گواهی نیست) دارای ویژگی‌های خاصی است، به عنوان مثال، منشأ منطقه‌ای یا دیگر، مواد، کیفیت، دقت، نحوه ساخت، تولید شدن توسط کارگر اتحادیه و غیره.  استانداردهایی که محصول بر اساس آن نگهداری می‌شود، توسط صاحب برچسب گواهینامه تعیین می‌شود. 
اساساً سه نوع کلی از برچسب گواهی وجود دارد: 
1. گواهی اینکه کالاها یا خدمات در یک منطقه جغرافیایی خاص سرچشمه گرفته‌اند (مانند پنیر روکوفور).
2. گواهی اینکه کالاها یا خدمات با استانداردهای خاصی از نظر کیفیت، مواد، روش‌های ساخت مطابقت دارند، به عنوان مثال، آزمایش‌های آزمایشگاهی Underwriter.
3. گواهی اینکه سازنده استانداردهای خاصی را رعایت کرده است یا به سازمان یا اتحادیه خاصی وابستگی دارد (به عنوان مثال، " اتحادیه ساخته‌شده در لباس").

اصطلاح "برچسب گواهی" بسیار جدید است، بنابراین هنگام بحث دربارهٔ برچسب گواهی تاریخی، اصطلاحات "نشان صنفی"، "نماد کیفیت"، " نماد مشخصه " و "نماد بازرگانی" توسط پژوهشگران استفاده می‌شود. 
یک برچسب گواهی یک استاندارد یا مقررات دارایی را نشان می‌دهد و ادعا می‌کند که سازنده مطابقت با آن استانداردها یا مقررات را تأیید کرده است. مشخصات خاص، روش‌های آزمایش و تعداد دفعات آزمایش توسط سازمان استاندارد منتشر می‌شود. فهرست گواهینامه لزوماً مناسب بودن برای استفاده را تضمین نمی‌کند. آزمایش اعتبارسنجی، استفاده مناسب و آزمایش میدانی اغلب مورد نیاز است.